# Pucići
Pucići is een plaats in de gemeente Žminj in de Kroatische provincie Istrië. De plaats telt 36 inwoners (2001).